# Јанка (Бихор)
Јанка (рум. Ianca) насеље је у Румунији у округу Бихор у општини Диосиг. Oпштина се налази на надморској висини од 102 m.

## Становништво
Према подацима из 2002. године у насељу је живело 279 становника.

### Попис2002.
| Расподела становништва по националности 2002.‍ | Расподела становништва по националности 2002.‍ | Расподела становништва по националности 2002.‍ | Расподела становништва по националности 2002.‍ | Расподела становништва по националности 2002.‍ |
| --------------------------------------------- | --------------------------------------------- | --------------------------------------------- | --------------------------------------------- | --------------------------------------------- |
|                                               |                                               |                                               |                                               |                                               |
| Румуни                                        | Румуни                                        |                                               | 35                                            | 12,6%                                         |
| Мађари                                        | Мађари                                        |                                               | 242                                           | 87,4%                                         |